# Клейнмихели
Клейнми́хель — графский род. 
Род внесён в V часть родословной книги Курской, Харьковской и Черниговской губерний. Потомки Клейнмихелей живут сегодня в США, Франции, Германии, Великобритании, Израиле.

## Происхождение и история рода
Род происходит от дворянина, генерал-лейтенанта Андрея Клейнмихеля, который в начале XIX века служил директором 2-го кадетского корпуса.
Его сын, генерал-адъютант Главного штаба Пётр Андреевич Клейнмихель, указом императора Николая I Павловича (26 марта 1839), за долговременную и полезную службу в должности по управлению двумя департаментами Военного министерства, Всемилостивейше возведён с нисходящим его потомством, в графское Российской империи достоинство, на которое (01 марта 1840) пожалована грамота. От второго брака с Клеопатрой Петровной урождённая Ильинская, имел семерых детей, реальным отцом некоторых из которых считался сам император:

## Известные представители
- Пётр Андреевич (1793—1869), министр путей сообщения, в 1839 году за преданную службу Николаю I был возведён в графское достоинство. 
  - Елизавета Петровна (1833—1896), жена генерал-лейтенанта Н. Г. Пилар фон Пильхау. Похоронена в с. Ивня-Троицкое Обоянского уезда Курской губернии (ныне — адм. центр Ивнянского р-на Белгородской области)
  - Александра Петровна (1835—1912), фрейлина.
  - Николай Петрович (1837—1878), генерал-майор, жена — грф. Мария Эдуардовна Келлер (1846—1931), автор книги мемуаров «Из затонувшего мира» (Пг — М., «Петроград», 1923).
  - Владимир Петрович (1839—1882) — свиты Е. И. В. генерал-майор. Жена — княжна Екатерина Петровна Мещерская (1843—1925, Париж)
    - Николай Владимирович (1877—1918) служил в Кавалергардском полку, в 1905—1917 состоял Богодуховским уездным (Харьковской губернии) предводителем дворянства. Расстрелян большевиками.

  - Константин Петрович (5.IX.1840 — 26.X.1912) — егермейстер, крупный землевладелец, имевший поместья в Почепе, Обоянском, Льговском и др. уездах Курской губернии, почетный гражданин города Курска. Один из основных владельцев акционерного «Общества Курско-Киевской ж.-д.», владелец Курско-Ржавского сахарно-рафинадного и Ивнянского свеклосахарного заводов.
  - Ольга Петровна (1845—1920), жена князя Петра Дмитриевича Волконского, шталмейстера.
  - Михаил Петрович (1848—1872, Париж).